# Domingo Castillejo
Domingo Castillejo (n. Lorca, Región de Murcia; 1744 - f. Cádiz; 1793) fue un cirujano y botánico español.

## Biografía
Inició sus estudios en medicina en el Real Colegio de Cirugía de la Armada de Cádiz el 5 de mayo de 1759 y pronunció su disertación pública previa a la graduación el 29 de septiembre de 1763. Tras terminar sus estudios fue nombrado Cirujano Segundo del Colegio de Cirugía el 14 de mayo de 1764 y ese mismo año obtuvo el grado de Bachiller en Filosofía. Ocupó desde 1771 hasta 1786 el cargo de profesor catedrático de Materia Médica y Botánica en el Real Colegio de Cirugía de la Armada de Cádiz, etapa durante la cual dedicó sus estudios a la flora de la zona sur de la península ibérica.
Domingo Castillejo tuvo como alumno al ilustre botánico José Celestino Mutis quien nombró en su honor un género de plantas, Castilleja, de la subclase Asteridae y de distribución americana.
Entre los numerosos cargos que ocupó durante su etapa docente destaca su nombramiento en 1785 como corresponsal en la Bahía de Cádiz del Real Jardín Botánico de Madrid con la función de recibir las plantas importadas desde el continente americano y preparar su aclimatación para su posterior traslado a diferentes jardines botánicos.
Tras su muerte ocupó el cargo vacante de profesor de botánica su discípulo Francisco Arjona quien continuó los estudios de su maestro sobre la flora de la Isla de Cádiz.